# CAM BusOtto
Il CAM Busotto è un modello di autobus e filobus italiano prodotto dal 1994 al 2003 dalla Carrozzeria Autodromo Modena (CAM).

## Progetto
Il BusOtto viene progettato come sostituto dell'Alice, realizzato sul pianale del Bredabus 2001. Con questo modello la CAM inaugura una collaborazione con la tedesca MAN AG, che fornisce il telaio e la meccanica dell'autobus "NL222". È stata anche prodotta una versione filoviaria (per le città di Milano, Bologna, Parma e Modena), con apparecchiature elettriche AdTranz, sia da 12 che da 18 metri.

## Storia e tecnica
l mezzo è stato inizialmente realizzato mediante la tecnica del pianale ribassato, presentando un singolo gradino in corrispondenza della porta posteriore.
Il motore è il 6 cilindri in linea MAN DO826 LOH15 da 6.871 cc, erogante 220 cavalli e posto in posizione orizzontale posteriore; anche il telaio NL222 è di fornitura tedesca. La trasmissione è automatica, solitamente Voith.
I filosnodati montano un motore elettrico SKODA 6ML 3550 K/4 capace di erogare una potenza di 260 kW. L'avviamento è a IGBT, fornito da Kiepe. Le vetture sono anche dotate di un gruppo motogeneratore per la marcia autonoma composto da un motore diesel e un generatore di corrente.
A partire dal 2001 il BusOtto venne prodotto nella versione "New": mentre non vi furono aggiornamenti alla meccanica (salvo l'adeguamento alla normativa Euro 3), per quanto riguarda l'estetica vi fu l'abbandono dei caratteristici profili in vetroresina lungo le fiancate, il frontale venne ridisegnato con uno stile meno squadrato, vennero adottati fanali a gemme circolari e venne eliminato il gradino in corrispondenza della porta posteriore, portando l'autobus ad una certa somiglianza con i modelli minori Tango ed Alè.
Le finestre e porte sono state fornite dall'azienda O.M.Z. S.p.a. di Modena e da Sguinzi S.p.a.
La produzione del modello è cessata nel 2003, anno in cui la CAM presentò istanza di fallimento.

## Versioni
Ecco un riepilogo delle versioni prodotte:

### CAM Busotto UL (Urbano Lungo)
- Lunghezza 12 m[2], 17,775 m (solo filobus);
- Allestimento urbano;
- Alimentazione: 
  - Gasolio;
  - CNG;
  - GPL;
  - Filobus (provvisto di motogeneratore diesel per la marcia autonoma).

### CAM Busotto SL (Suburbano Lungo)
- Lunghezza 12 m;
- Allestimento suburbano;
- Alimentazione: Gasolio.

### CAM Busotto IL (Interurbano Lungo)
- Lunghezza 12 m;
- Allestimento extraurbano;
- Alimentazione: Gasolio.

## Diffusione
Il mezzo ha avuto ed ha tuttora una vasta diffusione nelle aziende di trasporto pubblico cittadino italiane, tra cui Actv Venezia (prima versione urbana, versione New suburbana), ATAC Roma (poi ceduti a RomaTPL), ANM Napoli (Urbani), ATM Milano (filobus 18m), GTT Torino (suburbani e due urbani), CTP Napoli (Suburbani), ATCM Modena (Filobus 18m, urbani e suburbani), TPER Bologna (Filobus 18m, urbani e suburbani), STP Brindisi (interurbani), ATAP Pordenone, CSTP Salerno (suburbani), ATV Verona (suburbani) a svariate aziende minori come ATMA Ancona, ASPES Pesaro, ATB Bergamo, ACAP Padova, ATAF Foggia ecc.
Sono stati prodotti in collaborazione con l'azienda rumena Rocar due prototipi, denominati Rocar Autodromo U812 (Diesel) e EA812 (Filobus) che circolavano nella capitale Bucarest.

## Galleria d'immagini

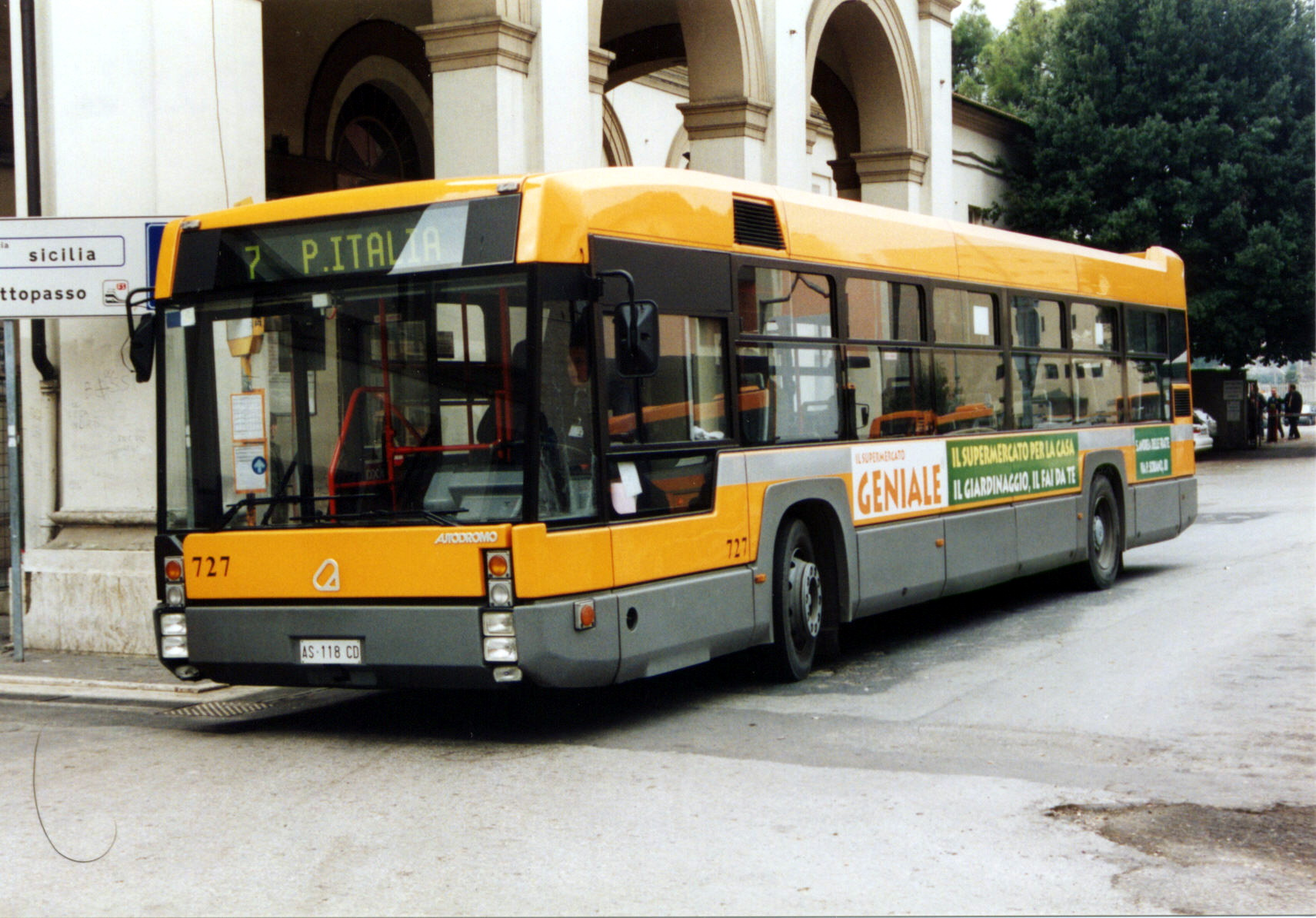
CAM Busotto UL in servizio a Perugia.
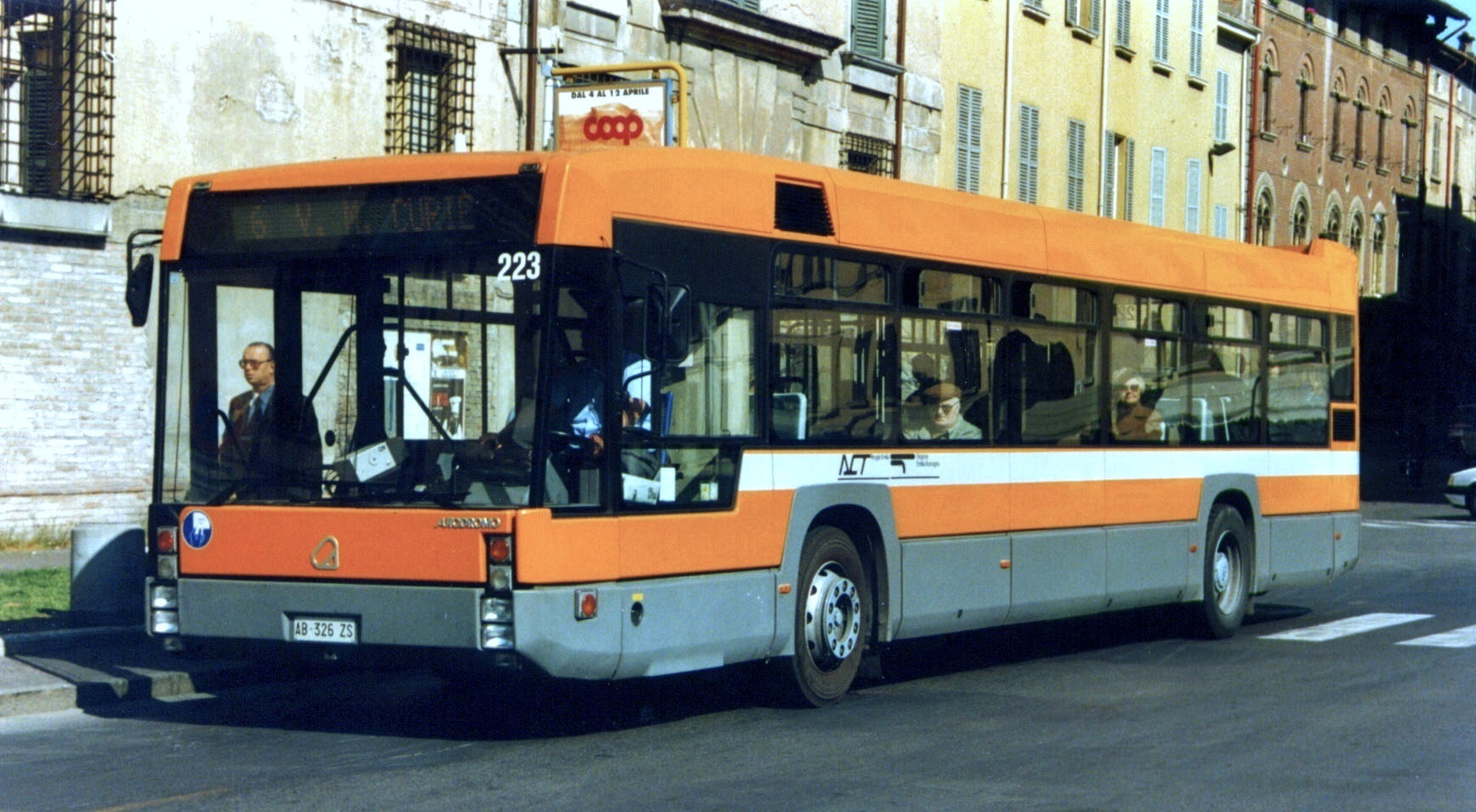
CAM Busotto in servizio a Reggio Emilia.
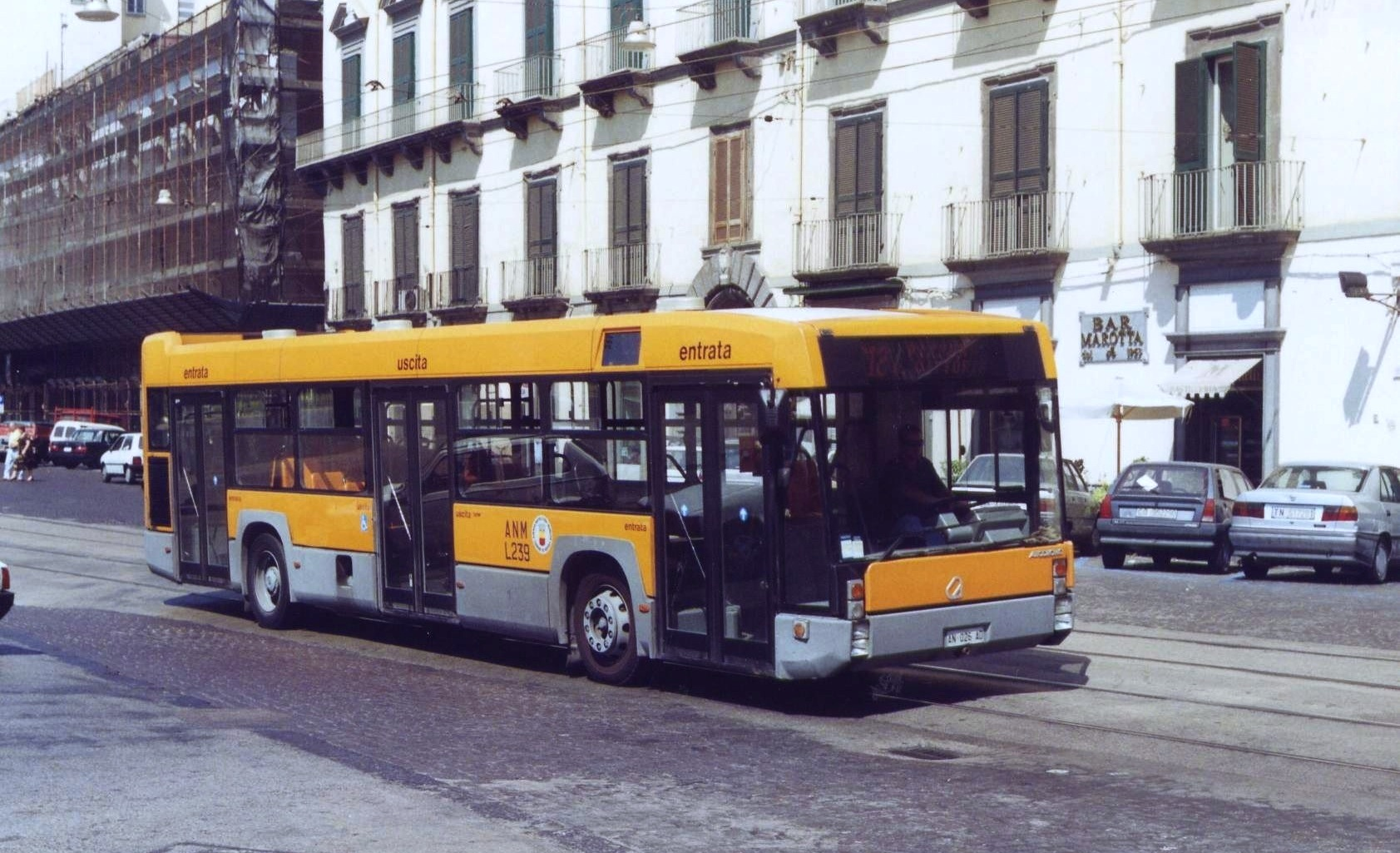
CAM Busotto in servizio a Napoli.
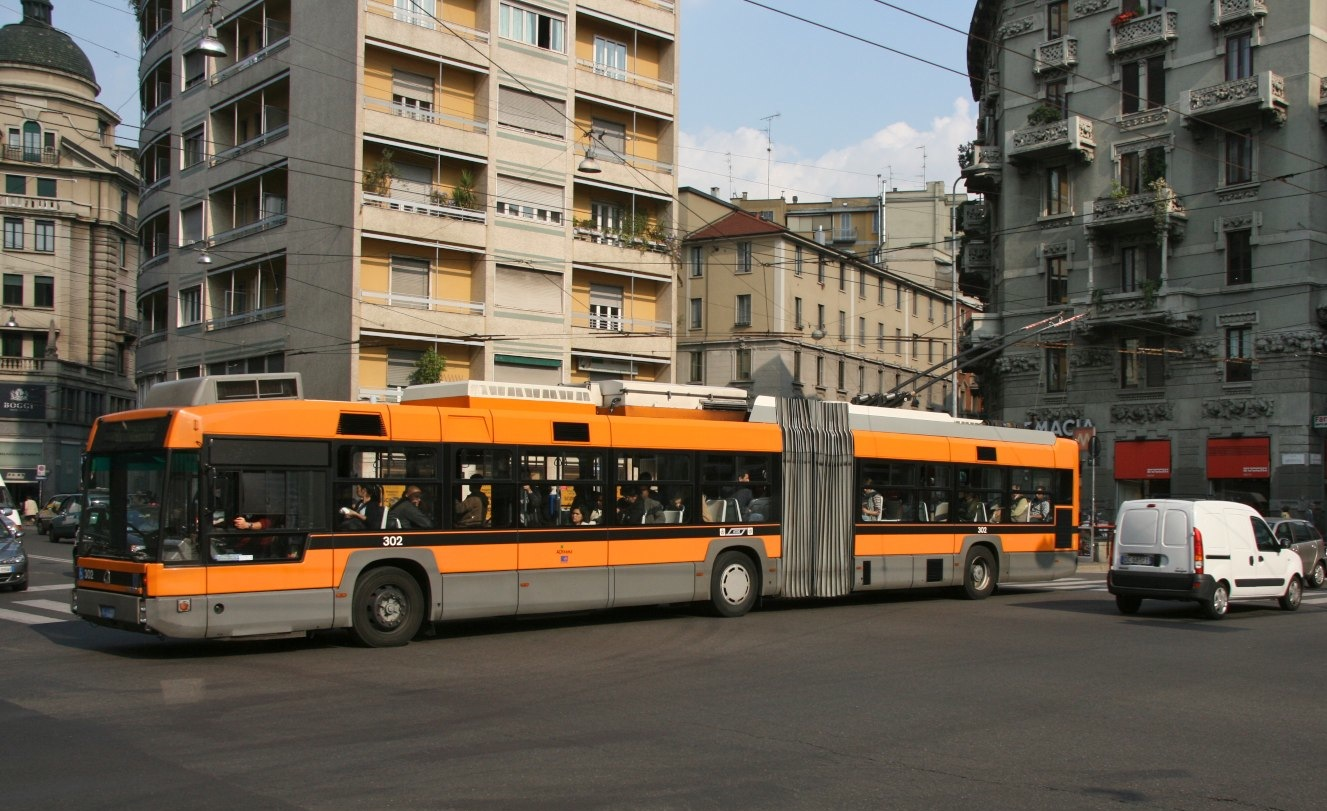
CAM Busotto MAN NGT 204 F in servizio a Milano.
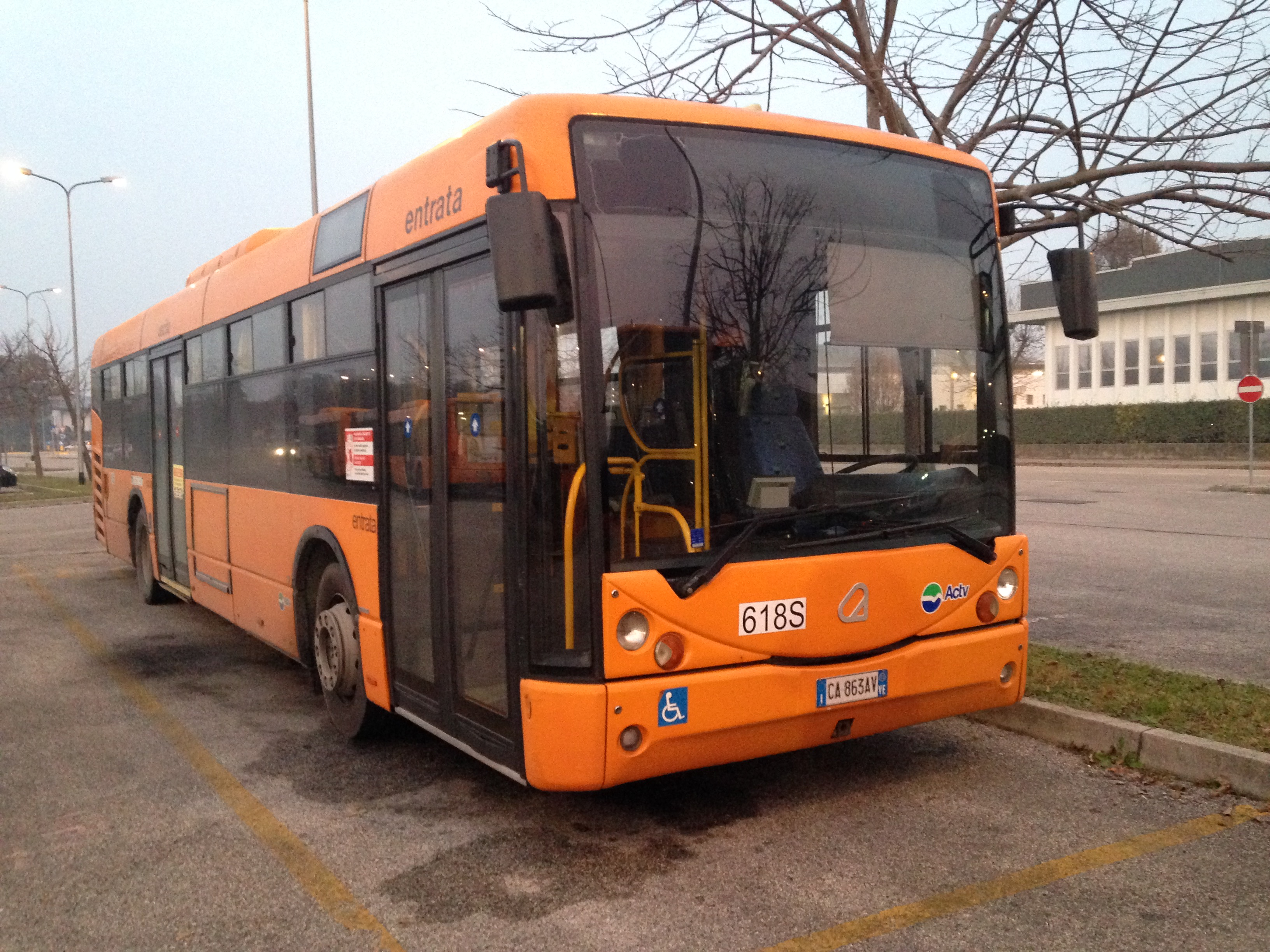
Un CAM Busotto New SL.26 di Actv parcheggiato in un deposito aziendale in provincia di Venezia.
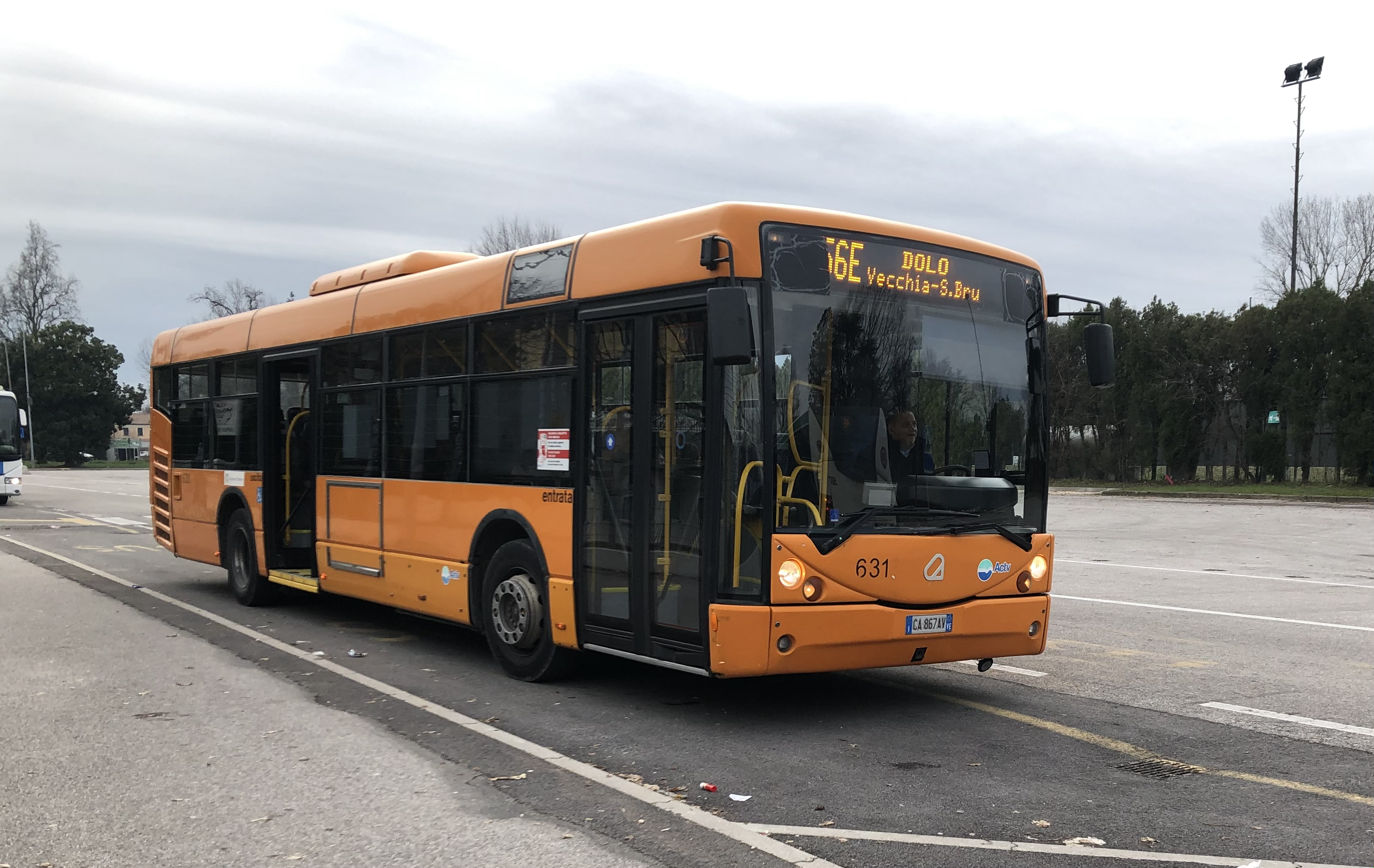
Il CAM Autodromo Busotto New SL.26 matricola 631 di Actv Venezia mentre effettua una corsa scolastica extraurbana a Mirano